# Alexander Kerst

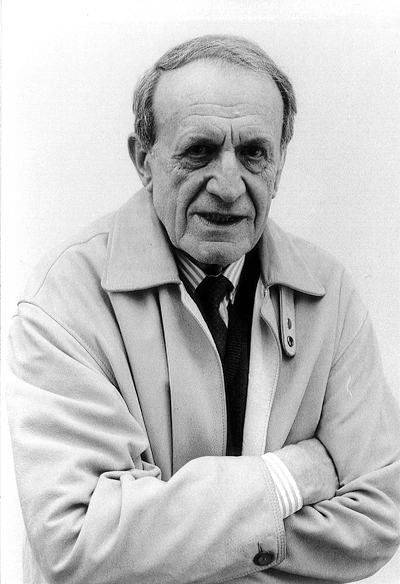
Alexander Kerst

Friedrich Alexander Kerst (* 23. Februar 1924 in Kralup an der Moldau; † 9. Dezember 2010 in München) war ein österreichischer Schauspieler und Synchronsprecher.

## Biografie
Alexander Kerst absolvierte ein Schauspielstudium am Max Reinhardt-Seminar in Wien, wo er u. a. von Fred Liewehr ausgebildet wurde. Nach ersten Engagements am Burgtheater und am Volkstheater kam er 1954 über Kassel und Wuppertal an die Münchner Kammerspiele und war dort von 1957 bis 1960 Ensemblemitglied.
Es folgten  weitere Engagements an Theaterbühnen in Deutschland unter den Regisseuren  August Everding, Hans Schweikart, Karl-Heinz Stroux, Peter Beauvais, Hans Lietzau, Fritz Umgelter, in Rollen wie Hector in William Shakespeares Troilus und Cressida, Tempelherr in Gotthold Ephraim Lessings Nathan der Weise, oder die Titelrollen in Goethes Urfaust und Götz von Berlichingen bei den Götzfestspielen Jagsthausen.
In Wien gründete er das Kleine Theater im Konzerthaus mit Helmut Qualtinger und Michael Kehlmann.
Seit 1952 wirkte er in  Filmen mit, unter anderem Morgengrauen, Der Stern von Afrika, Hunde, wollt ihr ewig leben? und Mein Schulfreund mit Heinz Rühmann, und arbeitete mit Filmregisseuren wie Robert Siodmak, John Frankenheimer und Frank Wisbar. Gleichzeitig war er in  Fernsehspielen und -serien unter den Regisseuren  Falk Harnack, Rolf von Sydow, Michael Braun, Helmuth Ashley oder Jürgen Roland zu sehen. Daneben war er beim Hörfunk und in den Synchronstudios im Einsatz.
An Münchner Theaterbühnen war er in Die Erbin von Henry James mit Heidelinde Weis, G.B.Shaws Geliebter Lügner mit Johanna von Koczian, Olympia mit Christiane Hörbiger, oder Gin Rommee mit Maria Becker sehen.
Neben seiner Theater- und Fernseharbeit widmete sich Alexander Kerst Rezitationsprogrammen und Lesungen, z. B. Abenden mit Texten von Erich Kästner, Ludwig Thoma, Ovid, Eduard Mörike und Friedrich Schiller, die er u. a. für den Bayerischen Rundfunk, den ORF und den Carl Hanser Verlag gestaltet hat.
Letzte Fernsehproduktionen waren 2004 Die Patriarchin unter anderem mit Iris Berben, Christoph Waltz, Sophie Rois, Ulrich Noethen, und 2006 Silberhochzeit unter der Regie von Matti Geschonneck mit Iris Berben, Gisela Schneeberger, Ulrich Noethen, Axel Milberg und Corinna Harfouch.
Darüber hinaus lieh er als Synchronsprecher seine markante Stimme u. a. Martin Landau (Ed Wood), Robert Mitchum (Fahr zur Hölle, Liebling!), Yves Montand (Police Python 357) und Fernando Rey (Quintet).
Alexander Kerst starb nach langer Krankheit am 9. Dezember 2010 in München im Alter von 86 Jahren. Seine letzte Ruhestätte fand er in einer der Urnenwände auf dem Friedhof Bogenhausen in München.
Alexander Kerst war der Cousin des österreichischen Baritons Paul Wolfrum (1943–1990).

## Filmografie
- 1952: Abenteuer in Wien
- 1953: Flucht ins Schilf
- 1954: Morgengrauen
- 1955: Suchkind 312
- 1955: Die Toteninsel
- 1955: Ciske – ein Kind braucht Liebe
- 1955: Falsch verbunden (TV)
- 1956: Geliebte Corinna
- 1956: Das Abschiedsgeschenk (TV)
- 1956: Beichtgeheimnis
- 1957: Der Stern von Afrika
- 1958: Die Alkestiade (TV)
- 1958: Madeleine Tel. 13 62 11
- 1958: Stahlnetz: Das zwölfte Messer (TV-Serie)
- 1959: Hunde, wollt ihr ewig leben
- 1959: Land, das meine Sprache spricht (TV)
- 1959: Glück und Liebe in Monaco
- 1960: Am grünen Strand der Spree 3. Teil (TV-Mehrteiler)
- 1960: Mein Schulfreund
- 1960: Fährten (TV)
- 1960: Die eiskalte Nacht (TV)
- 1960: Kopf in der Schlinge (TV)
- 1960: Der Hauptmann von Köpenick
- 1960: Der Groß-Cophta (TV)
- 1961: Der Mann von drüben (TV)
- 1961: Die Marquise von Arcis (TV)
- 1962: Kaum zu glauben (TV)
- 1962: Letzter Punkt der Tagesordnung (TV)
- 1963: Der Mann aus England (TV)
- 1963: Der Arme Bitos … oder Das Diner der Köpfe (TV)
- 1963: Haus der Schönheit (TV)
- 1963: Kommissar Freytag (TV-Serie, eine Folge)
- 1964: Minna von Barnhelm (TV)
- 1964: In der Sache J. Robert Oppenheimer (TV)
- 1964: Katharina Knie (TV)
- 1964: Gewagtes Spiel (TV-Serie, 26 Folgen)
- 1964: Legende einer Liebe (TV)
- 1964: Sechs Stunden Angst (TV)
- 1964: Sie werden sterben, Sire (TV)
- 1965: Herodes und Marianne (TV)
- 1965: Mademoiselle Löwenzorn (TV)
- 1966: Ein idealer Gatte (TV)
- 1966: Das Lächeln der Gioconda (TV)
- 1966: Maigret und sein größter Fall
- 1966: Wechselkurs der Liebe (TV)
- 1966: Die rote Rosa (TV)
- 1967: Verräter (TV-Dreiteiler)
- 1967: Das Arrangement (TV)
- 1967: Kurzer Prozess
- 1967: Das Kriminalmuseum – Die Kamera
- 1967: 48 Stunden bis Acapulco
- 1968: Unwiederbringlich (TV)
- 1968: Graf Yoster gibt sich die Ehre (TV-Serie, eine Folge)
- 1969: Meine Frau erfährt kein Wort (TV)
- 1969: Der Fall Liebknecht-Luxemburg (TV)
- 1969: Zehn kleine Negerlein (TV)
- 1971: Das Messer (TV-Mehrteiler)
- 1972: Pater Brown (TV-Serie, eine Folge)
- 1974: Die Bettelprinzess  (TV)
- 1974: Tatort: Der Mann aus Zimmer 22
- 1975: Wie starb Dag Hammerskjöld? (TV)
- 1975: Derrick: Der Tag nach dem Mord (TV)
- 1976: Notarztwagen 7 (TV-Serie)
- 1977: Tatort: Spätlese (TV)
- 1977: Richelieu (TV-Mehrteiler)
- 1977: In freier Landschaft (TV-Zweiteiler)
- 1977: Derrick: Das Kuckucksei (TV)
- 1978–1984: Der Alte (TV-Serie, drei Folgen)
- 1979: Esch oder Die Anarchie (TV)
- 1980: Warum die UFOs unseren Salat klauen
- 1982: Die Erbin (TV)
- 1982: Der schwarze Bumerang (TV-Mehrteiler)
- 1982: Ich hör’ so gern die Amseln singen (TV)
- 1982: Mozart (TV-Mehrteiler)
- 1982: S.A.S. Malko – Im Auftrag des Pentagon (S.A.S. à San Salvador)
- 1983: Mich wundert, dass ich so fröhlich bin (TV)
- 1983: Gestern bei Müllers (TV-Serie, sechs Folgen)
- 1983: Der Feuersturm (TV-Mehrteiler)
- 1984: Die Dame und die Unterwelt
- 1985: Marie Ward – Zwischen Galgen und Glorie
- 1985: Der Tod aus dem Computer (TV)
- 1985: Die Krimistunde (Fernsehserie, Folge 14, Episode: „Der Gemeinschaftsanschluß“)
- 1985: Der 4 1/2 Billionen Dollar Vertrag (The Holcroft Covenant)
- 1987: Der Schatz des Kaisers (TV-Mehrteiler)
- 1987, 1989: Das Erbe der Guldenburgs (TV-Serie)
- 1988: Wiener Walzer (TV)
- 1988: Geheime Reichssache (TV-Zweiteiler, beide Teile)
- 1989: Roda Roda (TV-Serie, Folge 12)
- 1989: Derrick: Ein kleiner Gauner (TV)
- 1990:  Die glückliche Familie: (TV-Serie, zwei Folgen)
- 1991: Der Meister des Jüngsten Tages (TV)
- 1991: Sehnsüchte oder Es ist alles unheimlich leicht (TV)
- 1991: Die junge Katharina (TV)
- 1992: Die Ringe des Saturn (TV)
- 1992: Schloss Hohenstein – Irrwege zum Glück (TV-Serie)
- 1992: Derrick: Eine eiskalte Nummer
- 1993: Clara (TV-Mehrteiler)
- 1995: Anna – Im Banne des Bösen (TV)
- 1996: Hallo, Onkel Doc! (TV-Serie, eine Folge)
- 1998: Das Geheimnis in der Wüste (TV)
- 1998: Die Geliebte und der Priester (TV)
- 2000: SOKO 5113 (TV-Serie, eine Folge)
- 2001: Rosamunde Pilcher: Wind über dem Fluss (TV)
- 2005: Die Patriarchin (TV-Mehrteiler)
- 2006: Silberhochzeit (TV)

## Hörspiele (Auswahl)
- 1962: Ingeborg Drewitz: Labyrinth (der Ingenieur) – Regie: Fränze Roloff (HR)